# Sauvimont
Sauvimont település Franciaországban, Gers megyében. Lakosainak száma 66 fő (2022. január 1.). Sauvimont Samatan, Monblanc, Montégut-Savès, Puylausic és Saint-Loube községekkel határos.

## Népesség
A település népessége az elmúlt években az alábbi módon változott:
| Lakosok száma | 58   | 37   | 42   | 63   | 67   | 65   | 66   | 66   | 67   | 66   |
|               | 1968 | 1982 | 1990 | 2006 | 2013 | 2015 | 2017 | 2019 | 2020 | 2022 |